# James Fowler
Pour les articles homonymes, voir Fowler.
James W. Fowler est un psychologue et théologien américain qui a établi une structure de progression par étape dans la psychologie religieuse des individus. Il est le père de la « théorie des étapes de la foi » (ou « stades de la foi » ou « étages de la foi »). Ses résultats demeurent sujets de discussion, mais ont ouvert de nouveaux horizons dans l'étude et la compréhension de la démarche de foi des individus.

## Biographie
James Fowler est un théologien méthodiste venu à Harvard pour préparer un doctorat en psychologie. Formé comme psychologue, Fowler voulait poursuivre l’intuition que le lien entre le développement de la pensée formelle et de la pensée morale, d’un côté, et une pensée religieuse et existentielle (qu’il appelait « foi ») de l’autre côté, est fort et probablement isomorphe (basé sur les mêmes structures internes).

## Présentation de ses théories et recherches
S'inspirant de Jean Piaget et de Lawrence Kohlberg, Fowler a cherché à expliquer l’existence d’une hiérarchie de positions (étapes) qui représentent des constructions cognitives et affectives des hommes en quête d’un sens ultime de leur existence. 
Les étapes de foi dans la structure de Fowler sont au nombre de six.

## Œuvres
- Faith Development and Pastoral Care. Philadelphia 1988 (Theology and pastoral care series).
- Stages of Faith: the psychology of human development and the search for meaning. San Francisco 1981 [en all. 1991], éd. rev. 1995. [en all. 2000] en BPSP PB FO9545 S
- Faithful Change. The Personal and Public Challenges of Postmodern Life. Abingdon Press, 1996.
- Remembrances of Lawrence Kohlberg : a compilation of the presentations given at the service of remembrance for Lawrence Kohlberg at Memorial Church, Harvard University, on May 20, 1987 / edited by James W. Fowler, John Snarey, Karen DeNicola. Atlanta, Ga. : Center for Research in Faith and Moral Development, 1988.
- « Théologie et psychologie dans l’étude du développement de la foi », in : Concilium n° 176 (1982) 145-150.
- « Une introduction progressive à la foi », in : Concilium n° 194 (1984) 77-87.